# Luca Bucci
Luca Bucci (ur. 13 marca 1969 w Bolonii) – włoski piłkarz występujący na pozycji bramkarza.

## Kariera klubowa
Luca Bucci zawodową karierę rozpoczynał w 1986 roku w Parmie. Następnie występował w zespołach Pro Patria, Rimini Calcio oraz Caserta Calcio, jednak w żadnym z nich nie potrafił przebić się do podstawowej jedenastki. Latem 1992 roku włoski bramkarz podpisał kontrakt z AC Reggiana. W jej barwach wywalczył sobie miejsce w wyjściowej jedenastce i zagrał w 36 spotkaniach Serie B.
W kolejnych rozgrywkach Bucci powrócił do Parmy, gdzie tym razem był podstawowym bramkarzem. W rozgrywkach Serie A zadebiutował 29 sierpnia 1993 roku w meczu z Udinese Calcio. Wraz z Parmą w sezonie 1993/1994 zdobył Superpuchar Europy, a rok później Puchar UEFA. Z podstawowej jedenastki ekipy „Gialloblu” Włocha wygryzł w sezonie 1996/1997 Gianluigi Buffon, w efekcie czego Bucci zdecydował się przenieść do AC Perugia. Tam jednak spędził dosyć krótki okres, po którym podpisał kontrakt z Torino Calcio. W drużynie „Granata” występował przez sześć sezonów, w trakcie których rozegrał aż 160 spotkań.
Sezon 2003/2004 Luca spędził w Empoli FC, po czym po raz kolejny w karierze trafił do Parmy. Na Stadio Ennio Tardini początkowo był zmiennikiem dla Sébastiena Freya, jednak gdy Francuz przeniósł się do Fiorentiny, Bucci został pierwszym golkiperem swojego macierzystego zespołu. Po spadku Parmy do Serie B w sezonie 2007/2008 Włoch zakończył piłkarską karierę.
W styczniu 2009 roku Bucci postanowił powrócić do futbolu i podpisał kontrakt z SSC Napoli. Rozegrał dla niego jeden mecz i po zakończeniu rozgrywek postanowił zakończyć karierę.

## Kariera reprezentacyjna
W reprezentacji Włoch Bucci zadebiutował 21 grudnia 1994 roku z wygranym 3:1 spotkaniu przeciwko Turcji. W tym samym roku znalazł się w kadrze „Squadra Azzura” na mistrzostwa świata. Na imprezie tej Włosi zdobyli srebrny medal przegrywając w meczu finałowym z Brazylią w rzutach karnych. Na mundialu Luca pełnił rolę trzeciego bramkarza i nie wystąpił w żadnym ze spotkań. W 1996 roku Bucci znalazł się w składzie drużyny biorącej udział w mistrzostwach Europy w Anglii. Turniej ten zakończył się dla Italii zupełnym niepowodzeniem, ponieważ zespół prowadzony przez Arrigo Sacchiego nie zdołał wyjść ze swojej grupy. Łącznie dla drużyny narodowej Bucci rozegrał trzy pojedynki.